# Eleições regionais em Baden-Württemberg de 1992
As eleições regionais em Baden-Württemberg de 1992 foram realizadas a 5 de Abril e, serviram para eleger os 146 deputados para o parlamento regional.
Como normal, a União Democrata-Cristã foi o partido mais votado, mas, pela primeira vez desde 1972, o partido perdeu a maioria absoluta parlamentar, ficando-se pelos 39,6% dos votos e 64 deputados.
O Partido Social-Democrata da Alemanha também obteve um mau resultado, caindo para os 29,4% dos votos e 46 deputados.
Os Verdes e o Partido Democrático Liberal, ao contrário dos grandes partidos, subiram em votos, conquistando 9,5% e 5,9% dos votos, respectivamente.
A grande surpresa foi a entrada no parlamento do partido nacionalista, Os Republicanos, que se tornou o terceiro partido mais votado, conquistando 10,9% dos votos e 15 deputados.
Após as eleições, a União Democrata-Cristã voltou a liderar o governo regional, mas, desta vez, em coligação com os social-democratas.

## Resultados Oficiais
| Partido                 | Partido                       | Votos     | %     | +/-   | Deputados | +/-     |
| ----------------------- | ----------------------------- | --------- | ----- | ----- | --------- | ------- |
|                         | União Democrata-Cristã        | 1 960 016 | 39,60 | 9,45  | 64 / 146  | 2       |
|                         | Partido Social-Democrata      | 1 454 477 | 29,39 | 2,66  | 46 / 146  | 4       |
|                         | Os Republicanos               | 539 014   | 10,89 | 9,93  | 15 / 146  | 15      |
|                         | Os Verdes                     | 467 781   | 9,45  | 1,60  | 13 / 146  | 3       |
|                         | Partido Democrático Liberal   | 291 199   | 5,88  | 0,02  | 8 / 146   | 1       |
|                         | Partido Democrático Ecológico | 93 604    | 1,89  | 0,46  | 0 / 146   | Estável |
|                         | Outros                        | 143 108   | 2,89  |       | 0 / 146   |         |
| Votos Inválidos         | Votos Inválidos               | 65 247    | 1,30  | 0,17  |           |         |
| Total                   | Total                         | 5 014 446 | 100   |       | 146 / 146 | 21      |
| Eleitorado/Participação | Eleitorado/Participação       | 7 154 575 | 70,09 | 1,70  |           |         |
| Fonte                   | Fonte                         | [ 1 ]     | [ 1 ] | [ 1 ] | [ 1 ]     | [ 1 ]   |